# Tomáš Okleštěk
Tomáš Okleštěk (* 21. únor 1987 v Brně) je český fotbalový záložník, od března 2017 hráč klubu SK Hanácká Slavia Kroměříž. V roce 2024 působí v 7.lize (A) Jihomoravského kraje, za SK Moravské Knínice. Na klubové úrovni působil mimo ČR v Bulharsku.

## Klubová kariéra
S fotbalem začínal v Brně, přesněji v městské části Brno-Bystrc v klubu FC Dosta Bystrc-Kníničky. Po pěti letech odešel hrát do prvoligového 1. FC Brno, kde v roce 2008 působil již desátým rokem. V sezoně 2007/08 odehrál 10 zápasů, ve kterých branku nevstřelil.
V roce 2011 působil v bulharském klubu PFK Miňor Pernik.
Dne 17. srpna 2013 vstřelil v dresu 1. SC Znojmo (kde hostoval z Brna) gól v utkání s domácím Jabloncem, zápas skončil divokou remízou 5:5. 26. října 2013 vstřelil dva góly v ligovém utkání s 1. FK Příbram. Nejprve v úniku přeloboval brankáře Aleše Hrušku a poté vystřelil (nebo centroval) od pravé postranní čáry a míč zapadl do rohu brány. Znojmo zvítězilo v duelu dvou týmů ze spodních pater tabulky 3:0. Za Znojmo odehrál celkem 55 soutěžních utkání a vstřelil 11 gólů. Jeho talent, který hráč nedokázal využívat naplno, zúročil až znojemský trenér Leoš Kalvoda.
V zimní pauze sezóny 2013/14 přestoupil do týmu FK Baumit Jablonec. Po skončení ročníku v Jablonci předčasně skončil a vrátil se na přestup do Znojma, kde působil až do léta 2016. V červenci 2016 přestoupil do slezského klubu MFK OKD Karviná, nováčka nejvyšší české ligy v sezóně 2016/17. V březnu 2017 přestoupil do klubu SK Hanácká Slavia Kroměříž.

## Reprezentační kariéra
Hrál za české mládežnické výběry U18, U19 a U20.
Okleštěk byl součástí mládežnického reprezentačního týmu ČR do 20 let, který na Mistrovství světa hráčů do 20 let 2007 konaného v Kanadě získal stříbrné medaile, když ve finále podlehl Argentině 1:2. Tomáš se zapsal do historie osmifinále proti Japonsku, které skončilo výsledkem 2:2 po prodloužení. V penaltovém rozstřelu svůj rozhodující pokus proměnil, ČR rozstřel zvládla poměrem 4:3 a postoupila do čtvrtfinále proti Španělsku. Vzápětí na něj naskákali spoluhráči a vykloubili mu rameno, kvůli čemuž na turnaji dohrál.